# Grand Prix Nizozemska 1979
Grand Prix Nizozemska 1979 (oficiálně XXVIII Grote Prijs van Nederland) se jela na okruhu Circuit Zandvoort v Zandvoortu v Nizozemsku dne 26. srpna 1979. Závod byl dvanáctým v pořadí v sezóně 1979 šampionátu Formule 1.

## Závod
| Poř.   | No. | Jezdec                | Konstruktér        | Počet kol | Čas/Odstoupení | Pořadí na startu | Body |
| ------ | --- | --------------------- | ------------------ | --------- | -------------- | ---------------- | ---- |
| 1      | 27  | Alan Jones            | Williams-Ford      | 75        | 1:41:19.775    | 2                | 9    |
| 2      | 11  | Jody Scheckter        | Ferrari            | 75        | +21.783        | 5                | 6    |
| 3      | 26  | Jacques Laffite       | Ligier-Ford        | 75        | +1:03.253      | 7                | 4    |
| 4      | 6   | Nelson Piquet         | Brabham-Alfa Romeo | 74        | +1 kolo        | 11               | 3    |
| 5      | 25  | Jacky Ickx            | Ligier-Ford        | 74        | +1 kolo        | 20               | 2    |
| 6      | 30  | Jochen Mass           | Arrows-Ford        | 73        | +2 kola        | 18               | 1    |
| 7      | 31  | Héctor Rebaque        | Lotus-Ford         | 73        | +2 kola        | 24               |      |
| Ret    | 3   | Didier Pironi         | Tyrrell-Ford       | 51        | Zavěšení       | 10               |      |
| Ret    | 12  | Gilles Villeneuve     | Ferrari            | 49        | Pneumatika     | 6                |      |
| Ret    | 18  | Elio de Angelis       | Shadow-Ford        | 40        | Převodovka     | 22               |      |
| Ret    | 20  | Keke Rosberg          | Wolf-Ford          | 33        | Motor          | 8                |      |
| Ret    | 15  | Jean-Pierre Jabouille | Renault            | 26        | Spojka         | 4                |      |
| Ret    | 7   | John Watson           | McLaren-Ford       | 22        | Motor          | 12               |      |
| Ret    | 4   | Jean-Pierre Jarier    | Tyrrell-Ford       | 20        | Smyk           | 16               |      |
| Ret    | 9   | Hans-Joachim Stuck    | ATS-Ford           | 19        | Převodovka     | 15               |      |
| Ret    | 17  | Jan Lammers           | Shadow-Ford        | 12        | Převodovka     | 23               |      |
| Ret    | 1   | Mario Andretti        | Lotus-Ford         | 9         | Zavěšení       | 17               |      |
| Ret    | 29  | Riccardo Patrese      | Arrows-Ford        | 7         | Brzdy          | 19               |      |
| Ret    | 8   | Patrick Tambay        | McLaren-Ford       | 6         | Motor          | 14               |      |
| Ret    | 5   | Niki Lauda            | Brabham-Alfa Romeo | 4         | Odvolán        | 9                |      |
| Ret    | 14  | Emerson Fittipaldi    | Fittipaldi-Ford    | 2         | Elektronika    | 21               |      |
| Ret    | 2   | Carlos Reutemann      | Lotus-Ford         | 1         | Zavěšení       | 13               |      |
| Ret    | 16  | René Arnoux           | Renault            | 1         | Zavěšení       | 1                |      |
| Ret    | 28  | Clay Regazzoni        | Williams-Ford      | 0         | Kolize         | 3                |      |
| DNQ    | 22  | Patrick Gaillard      | Ensign-Ford        |           |                |                  |      |
| DNQ    | 24  | Arturo Merzario       | Merzario-Ford      |           |                |                  |      |
| Zdroj: |     |                       |                    |           |                |                  |      |

## Průběžné pořadí po závodě
Pohár jezdců
| Pořadí | Jezdec            | Body    |
| ------ | ----------------- | ------- |
| 1      | Jody Scheckter    | 44 (48) |
| 2      | Jacques Laffite   | 36      |
| 3      | Alan Jones        | 34      |
| 4      | Gilles Villeneuve | 32      |
| 5      | Clay Regazzoni    | 24      |
| Zdroj: |                   |         |

Pohár konstruktérů
| Pořadí | Konstruktér   | Body |
| ------ | ------------- | ---- |
| 1      | Ferrari       | 80   |
| 2      | Ligier-Ford   | 61   |
| 3      | Williams-Ford | 58   |
| 4      | Lotus-Ford    | 37   |
| 5      | Tyrrell-Ford  | 21   |
| Zdroj: |               |      |